# 海布魯夫 (阿拉巴馬州)
海布魯夫（英語：High Bluff）是一個位於美國阿拉巴馬州傑尼瓦縣的非建制地區。該地的面積和人口皆未知。

## 地理
海布魯夫的座標為31°09′24″N 85°43′53″W / 31.15666°N 85.73138°W，而該地最高點為海拔高度83米（即272英尺）。